# 五月丘こども園
五月丘こども園（さつきがおかこどもえん）は、大阪府池田市にある私立の認定こども園である。

## 概要
所在地は、池田市五月丘三丁目4番12号である。五月山のふもとに位置する。幼保連携型認定こども園に分類される。設置・運営者は、社会福祉法人 山善福祉会である。
園舎は、鉄筋コンクリート造・2階建てであり、敷地面積は2,361.16平方メートル、建築面積は864.25平方メートル、延床面積は1376.63平方メートルである。保育室5室、乳児室2室、遊戯室2室を有している他、屋外運動場が備えられている。
園舎の施工者は、松井建設大阪支店である。この園舎は、もともと国立研究開発法人産業技術総合研究所の官舎が建っていた国有地の西側半分に建設されたもので、敷地の西側は、市道五月丘中央線（やまざくら通り）に面しており、南側には、市道五月丘39線が通っている。

## 沿革
1976年（昭和51年）4月、池田市立五月丘保育所が三丁目2番14号に開所される。園舎は、鉄筋コンクリート造・一部2階建てであり、敷地面積が1,980.34平方メートル、建築面積が619.12平方メートル、延床面積が739.11平方メートルであり、保育室や遊戯室、乳児室やほふく室、調理室や事務室などを有していた。
2019年（平成31年）4月1日、五月丘保育所が市から移管される形で、社会福祉法人山善福祉会による五月丘保育園が三丁目2番14号に開園される。2020年（令和2年）4月1日、五月丘保育園が幼保連携型の認定こども園に移行され、五月丘こども園に名称を変更され、五月丘三丁目4番12号に新設された園舎に移転される。同年5月、五月丘保育園の園舎が解体される。
解体直前の同月16日には、新型コロナウイルス流行の終息を願って、希望のある未来を感じさせるようなアートを園舎の壁面や扉、柱などに描くアートイベントが開催された。このイベントは、3人のアーティストと必要最低限の運営スタッフが参加する形で行われた。

## 交通
- 阪急バス五月丘バス停より徒歩約8分[2]